# Ordine del Milione di Elefanti e del Parasole Bianco
L'Ordine del Milione di elefanti e del parasole bianco è un ordine cavalleresco del Regno del Laos.

## Storia
L'ordine è stato fondato il 1º maggio 1909.

## Classi
L'ordine disponeva delle seguenti classi di benemerenza:
- Gran cordone con collare (dal 20 novembre 1950)
- Gran cordone (dal 20 novembre 1950)
- Grand'ufficiale (dal 20 novembre 1927)
- Commendatore (dal 20 novembre 1927)
- Ufficiale (dal 20 novembre 1927)
- Cavaliere

| Nastri          |              |                          |
| Cavaliere       | Ufficiale    | Commendatore             |
| Grand'ufficiale | Gran cordone | Gran cordone con collare |

## Insegne
Il nastro è di colore rosso con un motivo geometrico giallo.

## Notabili insigniti
- Bhumibol Adulyadej (1963)
- Charles de Gaulle
- Birendra del Nepal (1970)
- Bảo Đại
- Jean de Lattre de Tassigny
- Mahendra del Nepal (1970)
- Norodom Sihanouk (1966)
- Norodom Suramarit (1955)
- Philippe Leclerc de Hauteclocque
- Sisowath Monivong
- René Gaurand